# Haus Leythe
Haus Leythe ist eine abgegangene Wasserburg am Leither Mühlenbach in der Middelicher Straße 72 in Gelsenkirchen-Erle.

## Geschichte
Die mittelalterliche Burg Leythe wird urkundlich erstmals 1371 erwähnt. Auf ihr saß als Lehnsmann der Kölner Erzbischöfe Winmar de Leyten (auch: Wenemar van der Letene), Richter zu Recklinghausen, und schirmte mit seinen Rittern das kurkölnische Vest Recklinghausen gegen die Einfälle der Märkischen Truppen auf Schloss Grimberg ab.
Durch Heirat mit der Erbtochter Jutta von Leythen fiel Haus Leythen 1377 an Dietrich von Backum zu Haus Backum. Im Anschluss blieb Leythe für ca. 150 Jahre in Händen des Adelsgeschlechts Backum. Um 1530 brachte Erbtochter Anna von Backum das Haus in ihre Ehe mit Rötger von Ovelacker an die Herren von Ovelacker, in deren Händen Leythe weitere nahezu 200 Jahre verblieb. 1707 erstellte der damalige Besitzer von Haus Leythe, Bernd Dietrich von Ovelacker, sein Testament und bedachte mit all seinem Besitz den Bertram Carl Graf von Nesselrode-Reichenstein zu Schloss Herten, Sohn des vestischen Statthalters Franz von Nesselrode-Reichenstein. Der Erbfall trat jedoch erst 1723 ein.
Abbildungen aus jener Zeit zeigen eine aus Haupt- und dreiflügeliger Vorburg bestehende Anlage. Das dargestellte dreigeschossige Herrenhaus mit viergeschossigem Frontturm und eingeschossigem Anbau zeigt typische Renaissanceformen des 16. Jahrhunderts. Das erhaltene ehem. Bauhaus datiert noch in die Zeit um 1700. Bemerkenswert ist im Inneren das im Ruhrgebiet nurmehr selten anzutreffende Ständerfachwerk, das mit Landesförderung 1992 aufwendig restauriert wurde.
Die Familie von Nesselrode-Reichenstein hatte ihren Sitz auf dem nahe gelegenen Schloss Herten und ließ Leythe zunächst von Rentmeistern verwalten. Um 1820 fiel das Herrenhaus scheinbar einem Schadfeuer zum Opfer. Die Urkatasteraufnahme von 1823 zeigt an gleicher Stelle bereits das bestehende Pächterhaus und die Zwischengräfte zur Vorburg aufgefüllt.
In der Folge wurde das Gut nur noch von Pächtern bewirtschaftet. Gleichwohl drückt sich in der Ausführung des erhaltenen Pächterhauses ein weiterhin bestehender abgehobener Anspruch aus.
Die Zeche Graf Bismarck erwarb später große Teile des Grundbesitzes und nahm dort 1894 mit dem Schacht 3 in unmittelbarer Nähe des Gutshofes die Kohleförderung auf. 1955 vernichtete ein Brand den bis dahin vor der einstigen Vorburg gelegenen Schafstall und das angebundene Jägerhaus des 18. Jahrhunderts. Der im 19. Jahrhundert anstelle des vormaligen Torflügels entstandene Schweinestall der Vorburg wurde Anfang der 1990er nach einem Brand abgeräumt. An seiner Stelle erstand 2002 in alter Kubatur ein neues Clubhaus mit Gastronomie. Trotz der erheblichen Verluste ist die ursprüngliche Disposition der Anlage am Bestand noch ablesbar. Einzelne geborgene Spolien des Renaissancebaus sind im Eingangsbereich des Club-Restaurants zur Schau gestellt.
Seit dem 28. Oktober 1983 steht Haus Leythe in der Liste der Baudenkmäler in Gelsenkirchen. Als Bodendenkmal ist es seit dem 17. Oktober 1984 eingetragen.